# Писоар
Писоарът (на френски: pissoir) e тоалетна чиния, предназначена само за уриниране.
Публичните писоари се използват в изправено положение и обикновено съдържат писоарна гъба или пластмасова мрежа, които не позволяват вътре да попаднат твърди предмети (хартия, цигарени фасове), които да предизвикат водопроводни проблеми.

## История
Писоарът е патентован в САЩ от Андрю Ранкин на 27 март 1866 г.

## Пускане на водата
Повечето публични писоари използват почистваща система чрез пускане на вода, за да го почистят и да предотвратят противни миризми. Тя може да бъде пусната по няколко начина.

### Ръчни
Всеки писоар има собствен бутон за включване вентила на водата за почистване. Този начин е много ефективен, но не винаги се ползва, тъй като някои хора проявяват страх по хигиенни причини да натиснат бутона. Поради това задействането на измиването се активира от педал на пода или на стената на височина на коляното. Използват се и специални датчици за автоматично пускане а водата.

### Гласови
В някои райони на Япония има писоари, които се активират чрез глас. Те биват пускани чрез думите „Измий“, „Огън“, „Разруши мръсотията“, на повече от 30 езика.

### С таймер
Вместо обикновените ръчни писоари се създават такива с таймер, които се активират автоматично през предварително нагласен период. Техният начин на работа е следният: 10 или повече писоара се свързани към общ резервоар, която пуска вода в тях през определен период.
Този вид писоари е много удобен, тъй като не изисква от използвалия никакво действие, но за сметка на това харчи много вода на места, в които тоалетната не се използва често. Затова в сградите, където тоалетната не работи през нощта, резервоарите са свързани със светлините, т.е. през деня, когато светлините са включени, таймерите работят нормално. През нощта, когато сградата е затворена и светлините са угасени, пускането на вода спира.

### Активация чрез врата
Това е стар метод, чрез който се спестява вода. Водата се пуска, само когато тоалетната е използвана. В този вид тоалетни се монтира бутон върху вратата и водата се пуска всеки път, когато вратата се отвори. Въпреки че не може да определи кои от писоарите са използвани, този метод подпомага за спестяването на огромни количества вода, когато тоалетната не е използвана.

### Автоматични
Най-удобният начин, вероятно, е автоматичното пускане чрез сензор. Тези писоари работят чрез активен или пасивен инфрачервен сензор, който разпознава кога писоарът е бил използван, или човекът, който е стоял срещу него, се е отдръпнал, и пуска водата.
Повечето инфрачервени детектори изискват присъствие от не по-малко от 5 секунди. Така предпазват да не се пуска водата всеки път, когато някой мине покрай тях. Те също изчакват човека да се отдръпне, за да не пускат постоянно вода, докато някой е застанал срещу тях. Това е по-удобно за хората, които ги използват, а и спестяват вода.

### Безводни
Някои писоари дори не използват вода – в тях има течност, която е по-лека от водата, поради което изплува отгоре и предпазва от неприятните миризми. Въпреки че тази течност трябва да се подменя, те спестяват близо 170 000 литра вода на писоар годишно. Този вид се използва на места с голямо използване на тоалетни или където има трудност с доставянето на вода.

## Подреждане на писоарите
Писоарите са обикновено разположени на централно място в тоалетната, затова има малко или никакво лично пространство. На някои места има добавена част от стена, която скрива само половите органи, а останалите части от тялото са видими.
Някои писоари са разположени на малко разстояние едни от други, за да създадат комфорт. Там, където са поставени много близо едни до други, мъжете използват правилото „1-3-5“ – използват писоарите през един, за да оставят повече разстояние помежду си. Разбира се, това може да става само на места, където използването на тоалетната не е много често.
Мъжете в повечето случаи гледат напред в стената или в собствените си писоари, отколкото в съседния писоар.
Обикновено в края на ред писоари трябва да има един, който е монтиран по-ниско за хора, които не могат да стигнат обичайния писоар.

## Писоар за жени
Почти всички писоари са предназначени за мъже, но има и някои създадени за жени. Те не постигат голям успех, тъй като заемат същото място като обикновена тоалетна. Главната идея е жените също да могат да използват тоалетната, без да я пипат.